# Elecciones legislativas de Francia de 1981
Las elecciones legislativas de Francia de 1981 tuvo lugar el domingo 14 y el domingo 21 de junio de 1981, un mes después de la elección de François Mitterrand como Presidente de Francia.

## Resultados
| Partidos y Coaliciones                                       | Partidos y Coaliciones                                                                                                  | Partidos y Coaliciones | Primera Vuelta | Primera Vuelta | Segunda Vuelta | Segunda Vuelta | Escaños      |
| Partidos y Coaliciones                                       | Partidos y Coaliciones                                                                                                  | Partidos y Coaliciones | Votos          | %              | Votos          | %              | Escaños      |
| ------------------------------------------------------------ | --- | ---------------------- | -------------- | -------------- | -------------- | -------------- | ------------ |
|                                                              | Partido Socialista (Parti socialiste) incluyendo al Movimiento Radical de Izquierdas (Mouvement des radicaux de gauche) | PS                     | 9.432.362      | 37,52          | 9.198.332      | 49,25          | 283 (14 MRG) |
|                                                              | Partido Comunista Francés (Parti communiste français)                                                                   | PCF                    | 4.065.540      | 16,17          | 1.303.587      | 6,98           | 44           |
|                                                              | Otros partidos de izquierda                                                                                             | DVG                    | 183.010        | 0,73           | 97.066         | 0,52           | 6            |
| Total "Mayoría Presidencial" (Izquierda)                     | Total "Mayoría Presidencial" (Izquierda)                                                                                |                        | 13.680.912     | 54,42          | 10.598.985     | 56,75          | 333          |
|                                                              | Agrupación por la República (Rassemblement pour la République)                                                          | RPR                    | 5.231.269      | 20,81          | 4.174.302      | 22,35          | 85           |
|                                                              | Unión para la Democracia Francesa (Union pour la démocratie française)                                                  | UDF                    | 4.827.437      | 19,20          | 3.489.363      | 18,68          | 62           |
|                                                              | Otros partidos de derecha                                                                                               | DVD                    | 704.788        | 2,80           | 408.861        | 2,19           | 11 (5 CNIP)  |
| Total "Unión por una Nueva Mayoría" (Derecha)                | Total "Unión por una Nueva Mayoría" (Derecha)                                                                           |                        | 10.763.494     | 42,81          | 8.072.526      | 43,22          | 158          |
|                                                              | Extrema izquierda |                        | 334.674        | 1,33           | 3.517          | 0,02           | -            |
|                                                              | Ecologistas | ECO                    | 271.688        | 1,08           | -              | -              | -            |
|                                                              | Frente Nacional (Front national)                                                                                        | FN                     | 90.422         | 0,36           | -              | -              | -            |
|                                                              | Total |                        | 25.141.190     | 100.00         | 18.665.028     | 100,00         | 491          |
| Abstención: 29,65% (primera vuelta); 25,54% (segunda vuelta) | |                        |                |                |                |                |              |

- Datos: Q2714528